# Trésor de la cathédrale d'Essen
Le Trésor de la cathédrale d'Essen est l'une des plus importantes collections d'œuvres d'art d'église en Allemagne. Une grande partie du trésor est accessible au public à la cathédrale d'Essen. Cependant, le chapitre  ne voit pas le trésor comme un musée, mais comme le lieu où sont conservés les objets liturgiques qui sont encore utilisés dans le culte aujourd'hui.

## Histoire
Le trésor de la cathédrale est issu du trésor de l'ancienne abbaye d'Essen, qui, après la sécularisation du monastère en 1803, est devenu la propriété de la paroisse Saint-Jean-Baptiste appartenant au monastère.
Lors du soulèvement de la Ruhr en 1920, tout le trésor du monastère est discrètement transféré à Hildesheim, puis restitué en 1925.
Pendant la Seconde Guerre mondiale, le trésor de la cathédrale est emmené à Warstein, puis à Albrechtsburg et de là à Siegen, où il est entreposé dans le tunnel de Hainer pour le protéger des raids aériens - tout comme les trésors de la cathédrale d' Aix-la-Chapelle et de Trèves. Après la guerre, il fut retrouvé par les troupes américaines et emporté au musée régional de Marburg, puis dans un point de collecte d'œuvres d'art au château de Dyck près de Rheydt. D'avril à octobre 1949, le trésor de la cathédrale d'Essen est exposé à Bruxelles et à Amsterdam, puis ramené à Essen.
En 1953, le trésor de la cathédrale est exposé à la Villa Hügel . Depuis 1957, le trésor appartient au diocèse d'Essen, alors nouvellement fondé. Il est accessible au public pour la première fois en 1958 à la demande du premier évêque d'Essen, Franz Hengsbach.

## Collection
Étant donné que seules quelques pièces du trésor du monastère, comme le sanctuaire doré de Saint-Marsus, ont été perdues au cours de l'histoire et que l'on a conservé le liber ordinarius d'Essen, dans lequel l'utilisation liturgique des objets est spécifiée, cette collection est unique dans son intégralité. Elle comprend plusieurs œuvres d'importance pour l'histoire de l'art, en particulier de l'époque ottonienne comme notamment :
- quatre croix de procession de la période ottonienne : le crucifix de Mathilde, la croix aux grands émaux, la croix de Théophanu et la croix de Mathilde ;
- une couronne en or, peut-être la Couronne d'Otton III, mais datée du XIe siècle ;
- l'épée de cérémonie des abbesses, de l'époque ottonienne, dans un fourreau d'or ;
- l'évangéliaire de Théophanu, un manuscrit du XIe siècle avec une couverture ornée d'or, au milieu de laquelle se trouve une tablette en ivoire sculptée ;
- un reliquaire à clous, également offert par Théophanu ;
- la Vierge d'or, la plus ancienne représentation sculptée de la Vierge Marie dans l'art occidental (conservée dans la cathédrale)
- un chandelier de deux mètres de haut à sept branches d'époque ottonienne (conservé dans la cathédrale).

En plus des œuvres d'art ottoniennes, le trésor de la cathédrale comprend également des objets de valeur des époques ultérieures, comme le buste de Marsus et 16 fibules du XIVe siècle : c'est la plus grande collection au monde de ce type d'objet. Le trésor de la cathédrale comprend également plusieurs manuscrits, dont l' Évangéliaire carolingien, connu sous le nom d'Altfrid Evangeliar, le Liber Ordinarius et le Nécrologue d'Essen, à l'importance tant historique que linguistique.
Dans le trésor de la cathédrale se trouve une vitrine d'objets prêtés par le Musée diocésain : crosses épiscopales, mitres, croix pectorales et anneaux épiscopaux du  diocèse d'Essen.

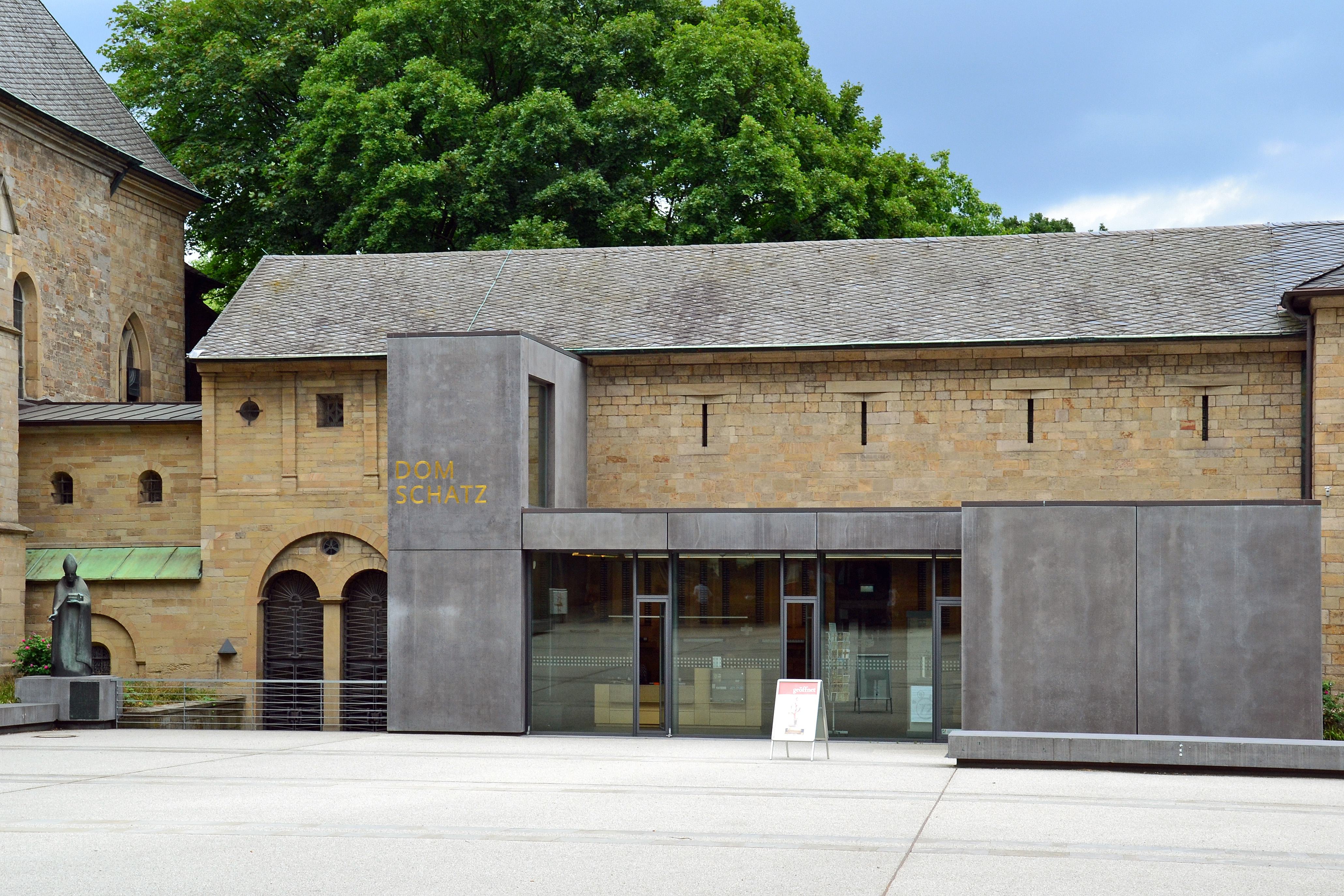
Trésor de la cathédrale d'Essen.
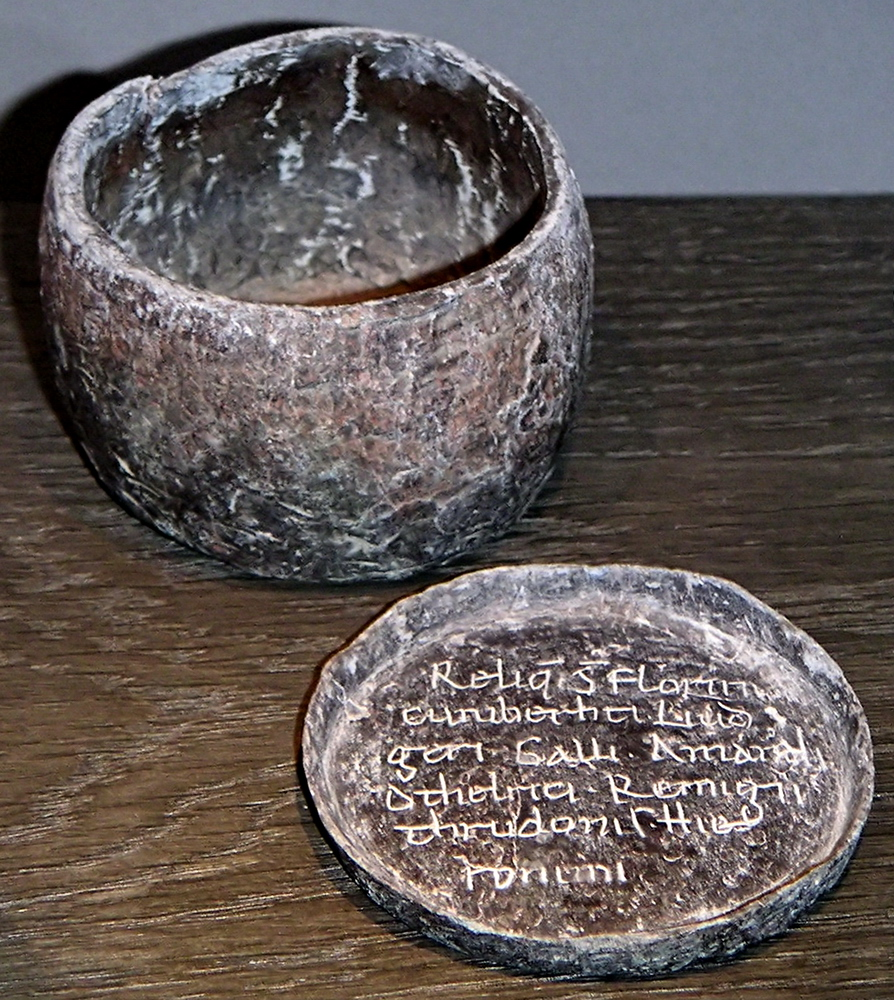
Reliquaire d'autel abandonné dans le chœur est de la cathédrale d'Essen, daté de 1054.
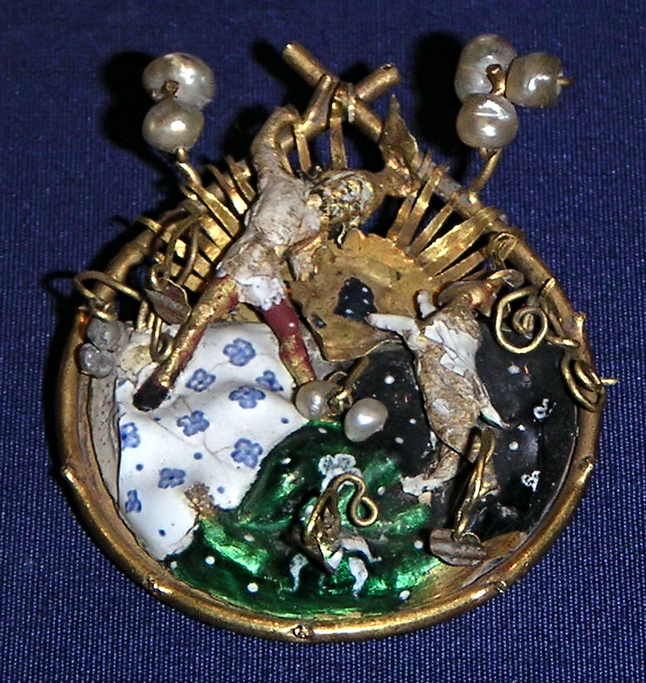
Cette fibule est un joyau du trésor de la cathédrale qui comprend 16 de ces bijoux rares du XIVe siècle.